# St. Urban (Birgden)

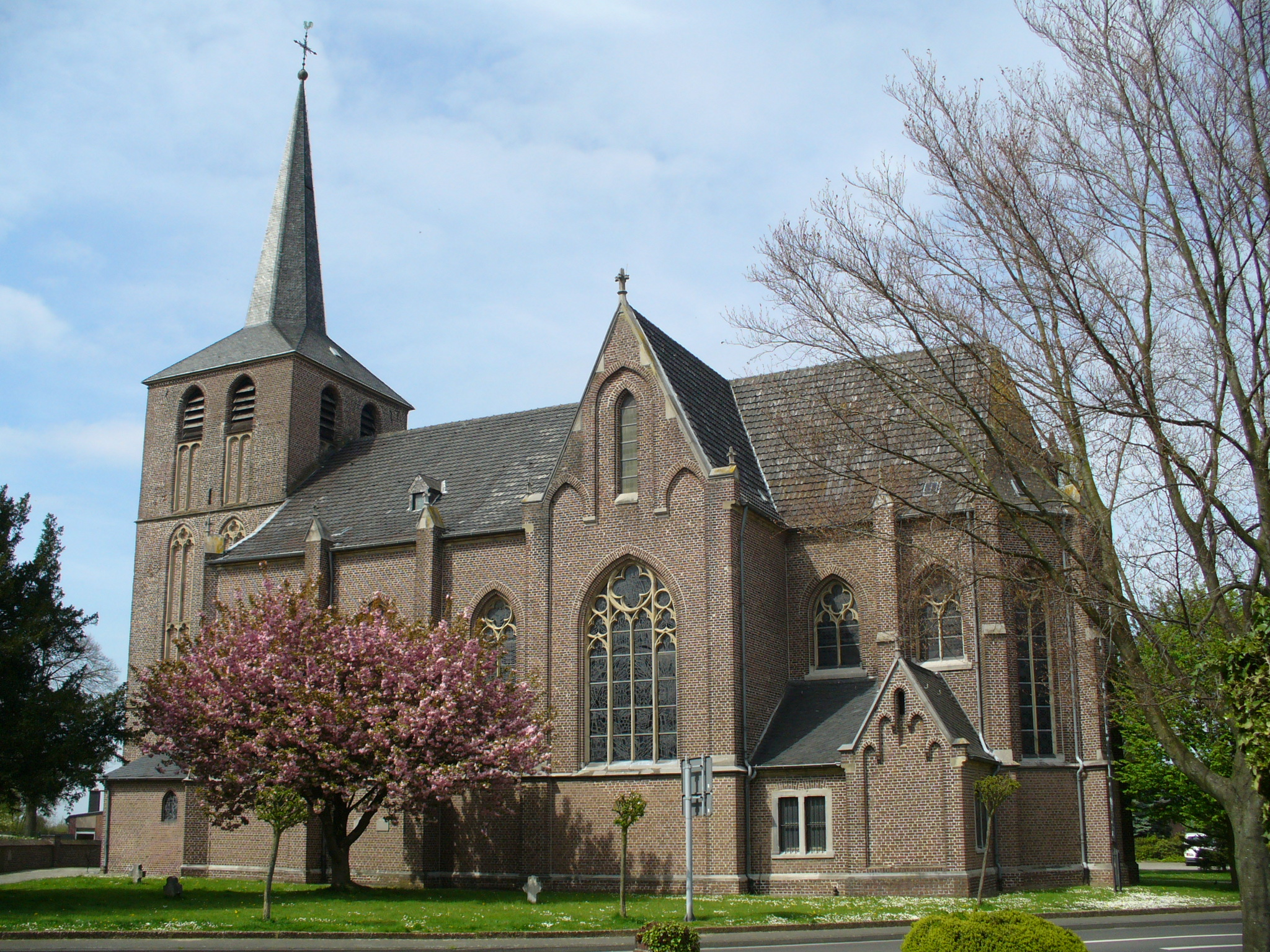
Kirche St. Urban

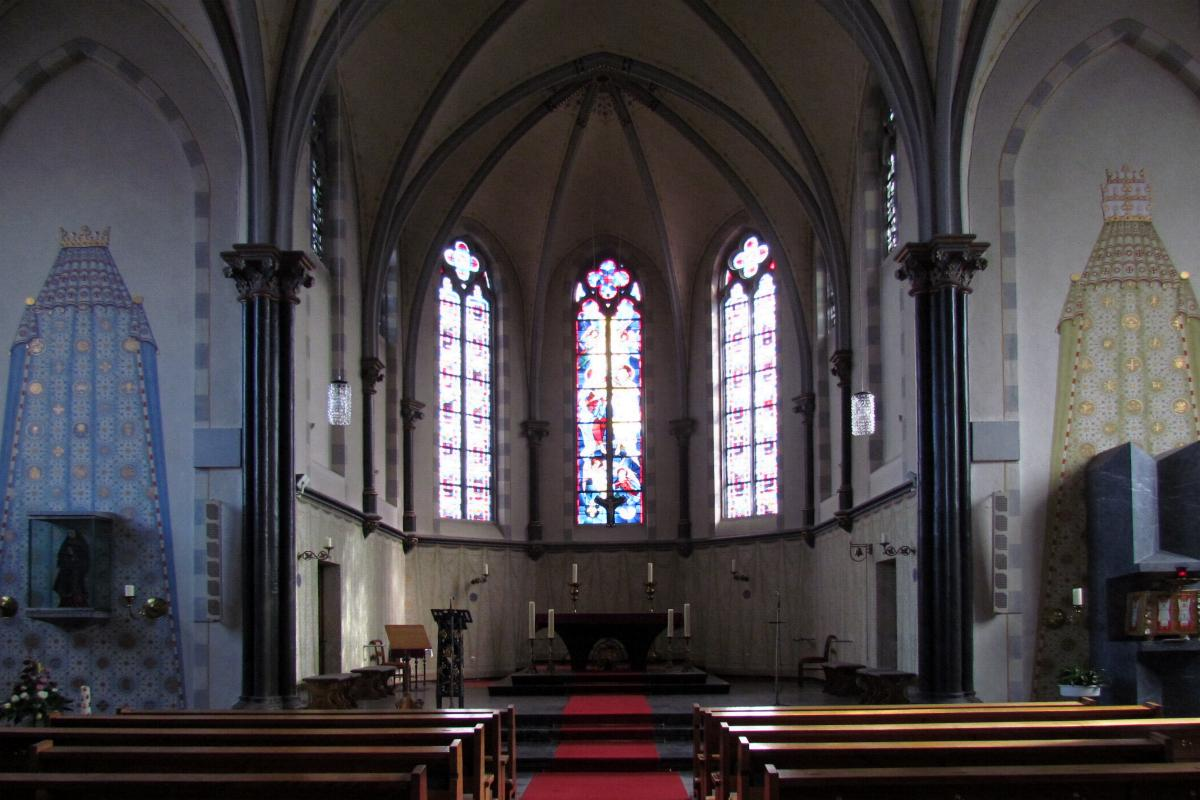
Innenansicht

Die katholische Pfarrkirche St. Urban ist eine denkmalgeschützte Wehrkirche in Birgden, einem Ortsteil von Gangelt im Kreis Heinsberg (Nordrhein-Westfalen).

## Geschichte und Architektur
Die dreischiffige neugotische Hallenkirche aus Backstein von drei Jochen mit gestelztem 5/8-Chor wurde von 1868 bis 1869 nach Plänen von J. Burkart errichtet. Im Chor befinden sich Sakristeieinbauten, das Querschiff ist gerade geschlossen. Der viergeschossige Westturm stammt von dem ehemaligen einschiffigen, spätgotischen Vorgängerbau von 1480. Im Inneren ruhen Kreuzrippengewölbe auf Rundstützen und spitzbogigen Scheidbögen.

## Ausstattung
- Ein kleines Vesperbild aus Holz, maasländische Arbeit, stammt aus der Zeit von 1500 bis 1510. Es ist dem Meister von Elsloo zugeschrieben und verwandt mit den Vesperbildern in St. Johannes Baptist in Hückelhoven-Ratheim und St. Marien in Kirchberg.
- Das Kreuz hinter dem Hochaltar ist mittelrheinisch und stammt von der ersten Hälfte des 16. Jahrhunderts.
- Eine ungewöhnlich frühe Darstellung der Maria Immaculata aus der Zeit vor 1520 von Henrik Douverman
- Eine barocke Figur des hl. Urbanus

## Glocken
St. Urbanus in Birgden besitzt ein 6-stimmiges Geläute aus Bronze- und Stahlglocken. Sie bilden das Motiv des „Ausgefüllten Salve Regina“.
| Schlagton | Jahr | Gießer                  |
| --------- | ---- | ----------------------- |
| c'        | 1999 | Eifeler Glockengießerei |
| d'        | 1964 | Bochumer Verein         |
| e'        | 1953 | Bochumer Verein         |
| g'        | 1953 | Bochumer Verein         |
| a'        | 1495 | Gregorius van Trier     |
| g''       | 1748 | Christian Wilhelm Voigt |